# Geri d'Arezzo
Geri d'Arezzo (Arezzo, 1270 circa – ante 1339) è stato un letterato e giurista italiano.

## Biografia
Geri era figlio di ser Federigo, notaio aretino, e conseguì la laurea in legge, probabilmente allo Studium di Arezzo o in quello di Bologna, esercitando poi la professione di iuris civilis professor, che lo portò a diventare advocatus del comune di Firenze, dove trascorse parte della sua vita. Sollecitato dal clima culturale della città di Arezzo, che nel XIII secolo era il centro culturale più importante della Toscana, si dedicò agli studi classici, e lesse Terenzio, Virgilio, Orazio, Ovidio, Giovenale, Plinio il Giovane (le cui epistole fu il primo a conoscere e imitare dopo molti secoli), Seneca, Apuleio (di cui forse favorì la conoscenza a Boccaccio), ma anche i medievali Boezio e Alano di Lille. Scrisse satire, oggi perdute, un Dialogo sull'Amore dedicato a Francesco da Barberino e databile al 1315, sei epistole in prosa, conservate quasi tutte (tranne un modello di lettera da un tal Cola a un tal Viviano, tràdito nel ms. Firenze, Biblioteca Nazionale, II.IV.312) nel manoscritto Roma, Biblioteca Corsiniana, 33.E.27 del secolo XV e indirizzate a Cambio da Poggibonsi, Donato Guadagni, fra Bernardo d'Arezzo, Gherardo da Castelfiorentino e Berardo d'Aquino, e un'epistola metrica per Cambio da Poggibonsi.

Già ricordato da Coluccio Salutati per il contributo offerto alla rinascita dell'eloquenza antica, il nome di Geri d'Arezzo venne associato a quello di Albertino Mussato come iniziatore di una nuova tradizione nella composizione in latino, che inaugura la stagione del preumanesimo toscano.